# BAFTA al miglior film
Il BAFTA al miglior film (BAFTA Award for Best Film) è un premio annuale, promosso dal British Academy of Film and Television Arts (BAFTA) a partire dal 1948. 
Fino al 1969 è stato consegnato come Best Film from Any Source.

## Albo d'oro
L'anno indicato è generalmente relativo all'anno di edizione del Premio e riguarda, di norma, i film usciti l'anno precedente. Nell'elenco seguente vengono indicati in grassetto i film vincitori di ciascuna categoria; per ogni film viene indicato il titolo italiano, se differente dal titolo originale. Il titolo originale è invece indicato tra parentesi.

### Anni 1940
- 1948
  - I migliori anni della nostra vita (The Best Years of Our Lives), regia di William Wyler (Stati Uniti)
- 1949
  - Amleto (Hamlet), regia di Laurence Olivier (Gran Bretagna)
  - 4 passi fra le nuvole, regia di Alessandro Blasetti (Italia)
  - La città nuda (The Naked City), regia di Jules Dassin (Stati Uniti)
  - Idolo infranto (The Fallen Idol), regia di Carol Reed (Gran Bretagna)
  - Monsieur Vincent, regia di Maurice Cloche (Francia)
  - Odio implacabile (Crossfire), regia di Edward Dmytryk (Stati Uniti)
  - Paisà, regia di Roberto Rossellini (Italia)

### Anni 1950
- 1950
  - Ladri di biciclette, regia di Vittorio De Sica (Italia)
  - Berliner Ballade, regia di Robert Adolf Stemmle (Germania)
  - La finestra socchiusa (The Window), regia di Ted Tetzlaff (Stati Uniti)
  - Stasera ho vinto anch'io (The Set-Up), regia di Robert Wise (Stati Uniti)
  - Il terzo uomo (The Third Man), regia di Carol Reed (Gran Bretagna)
  - Il tesoro della Sierra Madre (The Treasure of Sierra Madre), regia di John Huston (Stati Uniti)
  - L'ultima tappa (The Last Stage), regia di Wanda Jakubowska (Polonia)
- 1951
  - Eva contro Eva (All About Eve), regia di Joseph L. Mankiewicz (Stati Uniti)
  - La bellezza del diavolo (La Beauté du diable), regia di René Clair (Francia)
  - Un giorno a New York (On the Town), regia di Stanley Donen e Gene Kelly (Stati Uniti)
  - Giungla d'asfalto (The Asphalt Jungle), regia di John Huston (Stati Uniti)
  - Il mio corpo ti appartiene (The men), regia di Fred Zinnemann (Stati Uniti)
  - Nella polvere del profondo Sud (Intruder in the Dust), regia di Clarence Brown (Stati Uniti)
  - Orfeo (Orphée), regia di Jean Cocteau (Francia)
- 1952
  - Il piacere e l'amore (La ronde), regia di Max Ophüls (Francia)
  - Addio Mr. Harris (The Browning Version), regia di Anthony Asquith (Gran Bretagna)
  - Un americano a Parigi (An American in Paris), regia di Vincente Minnelli (Stati Uniti)
  - Domenica d'agosto, regia di Luciano Emmer (Italia)
  - Edoardo e Carolina (Édouard et Caroline), regia di Jacques Becker (Francia)
  - L'incredibile avventura di Mr. Holland (The Lavander Hill Mob), regia di Charles Crichton (Gran Bretagna)
  - The Magic Garden, regia di Donald Swanson (Gran Bretagna)
  - No Resting Place, regia di Paul Rotha (Gran Bretagna)
  - La notte del piacere (Fröken Julie), regia di Alf Sjöberg (Svezia)
  - Peppino e Violetta (The Small Miracle), regia di Maurice Cloche (Gran Bretagna)
  - Pietà per i giusti (Detective Story), regia di William Wyler (Stati Uniti)
  - La prova del fuoco (The Red Badge of Courage), regia di John Huston (Stati Uniti)
  - 14ª ora (Fourteen Hours), regia di Henry Hathaway (Stati Uniti)
  - Quelli che mai disperano (The White Corridors), regia di Pat Jackson (Gran Bretagna)
  - Salerno, ora X (A Walk in the Sun), regia di Lewis Milestone (Stati Uniti)
  - Lo scandalo del vestito bianco (The Man in the White Suit), regia di Alexander Mackendrick
  - Stupenda conquista (The Magic Box), regia di John Boulting (Gran Bretagna)
  - L'urlo della folla (The Sound of Fury), regia di Cy Endfield (Stati Uniti)
- 1953
  - Ali del futuro (The Sound Barrier), regia di David Lean (Gran Bretagna)
  - L'avventuriero della Malesia (Outcast of the Islands), regia di Carol Reed (Gran Bretagna)
  - The Boy Kumasenu, regia di Sean Graham (Ghana)
  - Cantando sotto la pioggia (Singin' in the rain), regia di Stanley Donen e Gene Kelly (Stati Uniti)
  - Casco d'oro (Casque d'or), regia di Jacques Becker (Francia)
  - I figli della violenza (Los olvidados), regia di Luis Buñuel (Messico)
  - Il fiume (The River), regia di Jean Renoir (Gran Bretagna)
  - Luci della ribalta (Limelight), regia di Charlie Chaplin (Stati Uniti)
  - Mandy, regia di Alexander Mackendrick (Gran Bretagna)
  - Miracolo a Milano, regia di Vittorio de Sica (Italia)
  - Morte di un commesso viaggiatore (Death of a Salesman), regia di László Benedek (Stati Uniti)
  - Gli occhi che non sorrisero (Carrie), regia di William Wyler (Stati Uniti)
  - Piangi mio amato paese (Cry, the Beloved Country), regia di Zoltán Korda (Gran Bretagna)
  - Quinta squadriglia Hurricanes (Angels One Five), regia di George More O'Ferrall (Gran Bretagna)
  - Rashomon, regia di Akira Kurosawa (Giappone)
  - La regina d'Africa (The African Queen), regia di John Huston (Gran Bretagna)
  - Un tram che si chiama desiderio (A Streetcar Named Desire), regia di Elia Kazan (Stati Uniti)
  - Viva Zapata!, regia di Elia Kazan (Stati Uniti)
- 1954
  - Giochi proibiti (Jeux interdits), regia di René Clément (Francia)
  - Il bruto e la bella (The Bad and the Beautiful), regia di Vincente Minnelli (Stati Uniti)
  - Il cavaliere della valle solitaria (Shane), regia di George Stevens (Stati Uniti)
  - I confini del proibito (The Kidnappers), regia di Philip Leacock (Gran Bretagna)
  - Da qui all'eternità (From Here to Eternity), regia di Fred Zinnemann (Stati Uniti)
  - Don Camillo, regia di Julien Duvivier (Francia, Italia)
  - Due soldi di speranza, regia di Renato Castellani (Italia)
  - Giulio Cesare (Julius Caesar), regia di Joseph L. Mankiewicz (Stati Uniti)
  - L'incubo dei Mau Mau (The Heart of the Matter), regia di George More O'Ferrall (Gran Bretagna)
  - Lili, regia di Charles Walters (Stati Uniti)
  - Mare crudele (The Cruel Sea), regia di Charles Frend (Gran Bretagna)
  - Il medium, regia di Gian Carlo Menotti (Italia)
  - Mogambo, regia di John Ford (Stati Uniti)
  - Moulin Rouge, regia di John Huston (Gran Bretagna)
  - La rivale di mia moglie (Genevieve), regia di Henry Cornelius (Gran Bretagna)
  - Siamo tutti assassini (Nous sommes tous des assassins), regia di André Cayatte (Francia)
  - Il sole splende alto (The Sun Shines Bright), regia di John Ford (Stati Uniti)
  - Torna, piccola Sheba (Come Back, Little Sheba), regia di Daniel Mann (Stati Uniti)
  - Vacanze romane (Roman Holiday), regia di William Wyler (Stati Uniti)
- 1955
  - Vite vendute (Le salaire de la peur), regia di Henri-Georges Clouzot (Francia)
  - L'ammutinamento del Caine (The Caine Mutiny), regia di Edward Dmytryk (Stati Uniti)
  - Le avventure di Robinson Crusoe (Las aventuras de Robinson Crusoe), regia di Luis Buñuel (Messico)
  - Carrington V. C., regia di Anthony Asquith (Gran Bretagna)
  - Come sposare un milionario (How to Marry a Millionaire), regia di Jean Negulesco (Stati Uniti)
  - Il figlio conteso (The Divided Heart), regia di Charles Crichton (Gran Bretagna)
  - La finestra sul cortile (The Rear Window), regia di Alfred Hitchcock (Stati Uniti)
  - Fronte del porto (On the Waterfront), regia di Elia Kazan (Stati Uniti)
  - Giulietta e Romeo (Romeo and Juliet), regia di Renato Castellani (Gran Bretagna)
  - Hobson il tiranno (Hobson's Choice), regia di David Lean (Gran Bretagna)
  - The Maggie, regia di Alexander Mackendrick (Gran Bretagna)
  - Pane, amore e fantasia, regia di Luigi Comencini (Italia)
  - Pianura rossa (The Purple Plain), regia di Robert Parrish (Gran Bretagna)
  - La porta dell'inferno (Jigokumon), regia di Teinosuke Kinugasa (Giappone)
  - Quattro in medicina (Doctor in the House), regia di Ralph Thomas (Gran Bretagna)
  - Rivolta al blocco 11 (Riot in Cell Block 11), regia di Don Siegel (Stati Uniti)
  - La sete del potere (Executive Suite), regia di Robert Wise (Stati Uniti)
  - Sette spose per sette fratelli (Seven Brides for Seven Brothers), regia di Stanley Donen (Stati Uniti)
  - Sposi in rodaggio (For Better, for Worse), regia di J. Lee Thompson (Gran Bretagna)
  - La vergine sotto il tetto (The Moon is Blue), regia di Otto Preminger (Stati Uniti)
- 1956
  - Riccardo III (Richard III), regia di Laurence Olivier (Gran Bretagna)
  - Carmen Jones, regia di Otto Preminger (Stati Uniti)
  - Giorno maledetto (Bad Day at Black Rock), regia di John Sturges (Stati Uniti)
  - La giungla degli implacabili (The Colditz Story), regia di Guy Hamilton (Gran Bretagna)
  - I guastatori delle dighe (The Dam Busters), regia di Michael Anderson (Gran Bretagna)
  - Marty, vita di un timido (Marty), regia di Delbert Mann (Stati Uniti)
  - Il prigioniero (The Prisoner), regia di Peter Glenville (Regno Unito)
  - La scogliera della morte (The Night My Number Came Up), regia di Leslie Norman (Gran Bretagna)
  - I sette samurai (Shichinin no Samurai), regia di Akira Kurosawa (Giappone)
  - La signora omicidi (The Ladykiller), regia di Alexander Mackendrick (Gran Bretagna)
  - Simba, regia di Brian Desmond Hurst (Gran Bretagna)
  - La strada, regia di Federico Fellini (Italia)
  - Tempo d'estate (Summertime), regia di David Lean (Gran Bretagna, Stati Uniti)
  - La valle dell'Eden (East of Eden), regia di Elia Kazan (Stati Uniti)
- 1957
  - Gervaise, regia di René Clément (Francia)
  - Amici per la pelle, regia di Franco Rossi (Italia)
  - Baby Doll - La bambola viva (Baby Doll), regia di Elia Kazan (Stati Uniti)
  - Bader il pilota (Reach for the Sky), regia di Lewis Gilbert (Gran Bretagna)
  - La battaglia di Rio della Plata (The Battle of the River Plate), regia di Michael Powell e Emeric Pressburger (Gran Bretagna)
  - Bulli e pupe (Boys and Dolls), regia di Joseph L. Mankiewicz (Stati Uniti)
  - La cicala (Poprigunya), regia di Samson Samsonov (URSS)
  - La congiura degli innocenti (The Trouble with Harry), regia di Alfred Hitchcock (Stati Uniti)
  - Gioventù bruciata (Rebel Without a Cause), regia di Nicholas Ray (Stati Uniti)
  - Guerra e pace (War and Peace), regia di King Vidor (Italia, Stati Uniti)
  - La mia vita comincia in Malesia (A Town Like Alice), regia di Jack Lee (Gran Bretagna)
  - Ombra (Cień), regia di Jerzy Kawalerowicz (Polonia)
  - Picnic, regia di Joshua Logan (Stati Uniti)
  - Rapina a mano armata (The Killing), regia di Stanley Kubrick (Stati Uniti)
  - Sorrisi di una notte d'estate (Sommarnattens leende), regia di Ingmar Bergman (Svezia)
  - Lo spretato (Le defroqué), regia di Léo Joannon (Francia)
  - Gli uomini condannano (Yield to the Night), regia di J. Lee Thompson (Gran Bretagna)
  - L'uomo che non è mai esistito (The Man Who Never Was), regia di Ronald Neame (Gran Bretagna)
  - L'uomo dal braccio d'oro (The Man With the Golden Arm), regia di Otto Preminger (Stati Uniti)
- 1958
  - Il ponte sul fiume Kwai (The Bridge on the River Kwai), regia di David Lean (Gran Bretagna)
  - L'anima e la carne (Heaven Knows, Mr. Allison), regia di John Huston (Stati Uniti)
  - Colui che deve morire (Celui qui doit mourir), regia di Jules Dassin (Francia)
  - Un condannato a morte è fuggito (Un condamné à mort s'est échappé), regia di Robert Bresson (Francia)
  - Il lamento sul sentiero (Pather Panchali), regia di Satyajit Ray (India)
  - Nel fango della periferia (Edge of the City), regia di Martin Ritt (Stati Uniti)
  - La notte dello scapolo (The Bachelor Party), regia di Delbert Mann (Stati Uniti)
  - Orizzonti di gloria (Paths of Glory), regia di Stanley Kubrick (Stati Uniti)
  - L'ora del terrore (That Night!), regia di John Newland (Stati Uniti)
  - La parola ai giurati (12 Angry Men), regia di Sidney Lumet (Stati Uniti)
  - Il principe e la ballerina (The Prince and the Showgirl), regia di Laurence Olivier (Gran Bretagna)
  - Quartiere dei Lillà (Porte de Lilas), regia di René Clair (Francia, Italia)
  - Quel treno per Yuma (3:10 to Yuma), regia di Delmer Daves (Stati Uniti)
  - Il segno della legge (The Tin Star), regia di Anthony Marr (Stati Uniti)
  - Sul sentiero del sole (The Shiralee), regia di Leslie Norman (Gran Bretagna)
  - Terra di ribellione (Windom's Way), regia di Ronald Neame (Gran Bretagna)
- 1959
  - La strada dei quartieri alti (Room at the Top), regia di Jack Clayton (Gran Bretagna)
  - Aparajito, regia di Satyajit Ray (India)
  - Birra ghiacciata ad Alessandria (Ice Cold in Alex), regia di J. Lee Thompson (Gran Bretagna)
  - La gatta sul tetto che scotta (Cat on a Hot Tin Roof), regia di Richard Brooks (Stati Uniti)
  - I giovani leoni (The Young Lions), regia di Edward Dmytryk (Stati Uniti)
  - Indiscreto (Indiscret), regia di Stanley Donen (Gran Bretagna)
  - La legge del più forte (The Sheepman), regia di George Marshall (Stati Uniti)
  - Mare di sabbia (Sea of Sand), regia di Guy Green (Gran Bretagna)
  - Le notti di Cabiria, regia di Federico Fellini (Italia)
  - Ordine di uccidere (Orders to Kill), regia di Anthony Asquith (Gran Bretagna)
  - La parete di fango (The Defiant Ones), regia di Stanley Kramer (Stati Uniti)
  - Il posto delle fragole (Smultronstället), regia di Ingmar Bergman (Svezia)
  - Quando volano le cicogne (Letjat zhuravli), regia di Mikhail Kalatozov (URSS)
  - Un urlo nella notte (No Down Payment), regia di Martin Ritt (Stati Uniti)

### Anni 1960
- 1960
  - Ben-Hur (Ben Hur), regia di William Wyler (Stati Uniti)
  - A qualcuno piace caldo (Some Like It Hot), regia di Billy Wilder (Stati Uniti)
  - Anatomia di un omicidio (Anatomy of a Murder), regia di Otto Preminger (Stati Uniti)
  - Cenere e diamanti (Popiół i diament), regia di Andrzej Wajda (Polonia)
  - Il commissario Maigret (Maigret tend un piège), regia di Jean Delannoy (Francia)
  - Frenesia del delitto (Compulsion), regia di Richard Fleischer (Stati Uniti)
  - Frontiera a Nord-Ovest (North West Frontier), regia di J. Lee Thompson (Gran Bretagna)
  - Gigi, regia di Vincente Minnelli (Stati Uniti)
  - I giovani arrabbiati (Look Back in Anger), regia di Tony Richardson (Gran Bretagna)
  - Il grande paese (The Big Country), regia di William Wyler (Stati Uniti)
  - Nemici di ieri (Yesterday's Enemy), regia di Val Guest (Gran Bretagna)
  - Questione di vita o di morte (Tiger Bay), regia di J. Lee Thompson (Gran Bretagna)
  - La storia di una monaca (The Nun's Story), regia di Fred Zinnemann (Stati Uniti)
  - Il volto (Ansiktet), regia di Ingmar Bergman (Svezia)
  - Zaffiro nero (Sapphire), regia di Basil Dearden (Gran Bretagna)
- 1961
  - L'appartamento (The Apartment), regia di Billy Wilder (Stati Uniti)
  - I 400 colpi (Les Quatre Cents Coups), regia di François Truffaut (Francia)
  - L'avventura, regia di Michelangelo Antonioni (Italia)
  - La dolce vita, regia di Federico Fellini (Italia)
  - ...e l'uomo creò Satana (Inherit the Wind), regia di Stanley Kramer (Stati Uniti)
  - Facciamo l'amore (Let's Make Love), regia di George Cukor (Stati Uniti)
  - Il figlio di Giuda (Elmer Gantry), regia di Richard Brooks (Stati Uniti)
  - Il garofano verde (The Trials of Oscar Wilde), regia di Ken Hughes (Gran Bretagna)
  - Hiroshima mon amour, regia di Alain Resnais (Francia, Giappone)
  - Mai di domenica (Never on Sunday), regia di Jules Dassin (Grecia)
  - Ombre (Shadows), regia di John Cassavetes (Stati Uniti)
  - Orfeo negro (Orfeu negro), regia di Marcel Camus (Francia, Brasile, Italia)
  - Sabato sera, domenica mattina (Saturday Night and Sunday Morning), regia di Karel Reisz (Gran Bretagna)
  - Spartacus, regia di Stanley Kubrick (Stati Uniti)
  - Il testamento di Orfeo (Le testament d'Orphée), regia di Jean Cocteau (Francia)
  - La tortura del silenzio (The Angry Silence), regia di Guy Green (Gran Bretagna)
  - Whisky e gloria (Tunes of Glory), regia di Ronald Neame (Gran Bretagna)
- 1962
  - Ballata di un soldato (Баллада о солдате), regia di Grigorij Naumovič Čuchraj (Unione Sovietica)
  - Lo spaccone (The Hustler), regia di Robert Rossen (Stati Uniti)
  - Il buco (Le trou), regia di Jacques Becker (Francia)
  - Il mondo di Apu (Apur Sansar), regia di Satyajit Ray (India)
  - I nomadi (The Sundowners), regia di Fred Zinnemann (Gran Bretagna)
  - La pattuglia dei 7 (The Long and the Short and the Tall), regia di Leslie Norman (Gran Bretagna)
  - Rocco e i suoi fratelli, regia di Luchino Visconti (Italia)
  - Sapore di miele (A Taste of Honey), regia di Tony Richardson (Gran Bretagna)
  - Suspense (The Innocents), regia di Jack Clayton (Gran Bretagna)
  - Vincitori e vinti (Judgment at Nuremberg), regia di Stanley Kramer (Stati Uniti)
  - Whistle Down the Wind, regia di Bryan Forbes (Gran Bretagna)
- 1963
  - Lawrence d'Arabia (Lawrence of Arabia), regia di David Lean (Gran Bretagna)
  - Anna dei miracoli (The Miracle Worker), regia di Arthur Penn (Stati Uniti)
  - L'anno scorso a Marienbad (L'année dernière à Marienbad), regia di Alain Resnais (Francia, Italia)
  - Billy Budd, regia di Peter Ustinov (Gran Bretagna)
  - Come in uno specchio (Såsom i en spegel), regia di Ingmar Bergman (Svezia)
  - Fedra (Phaedra), regia di Jules Dassin (Grecia)
  - L'inverno ti farà tornare (Une aussie longue absence), regia di Henri Colpi (Francia, Italia)
  - L'isola nuda (Hadaka no shima), regia di Kaneto Shindō (Giappone)
  - Jules e Jim (Jules et Jim), regia di François Truffaut (Francia)
  - Lola - Donna di vita (Lola), regia di Jacques Demy (Francia, Italia)
  - Una maniera d'amare (A Kind of Loving), regia di John Schlesinger (Gran Bretagna)
  - Non uccidere (Tu ne tueras point), regia di Claude Autant-Lara (Italia, Jugoslavia, Liechtenstein)
  - Sesso, peccato e castità (Only Two Can Play), regia di Sidney Gilliat (Gran Bretagna)
  - La signora dal cagnolino (Dama s sobačkoj), regia di Iosif Chejfic (URSS)
  - La stanza a forma di L (The L-Shaped Room), regia di Bryan Forbes (Gran Bretagna)
  - Le strane licenze del caporale Dupont (Le Caporal épinglé), regia di Jean Renoir (Francia)
  - Va' e uccidi (The Manchurian Candidate), regia di John Frankenheimer (Stati Uniti)
  - West Side Story, regia di Jerome Robbins, Robert Wise (Stati Uniti)

- 1964
  - Tom Jones (Tom Jones), regia di Tony Richardson (Gran Bretagna)
  - 8 ½, regia di Federico Fellini (Italia)
  - Billy il bugiardo (Billy Liar), regia di John Schlesinger (Gran Bretagna)
  - Il buio oltre la siepe (To Kill a Mockingbird), regia di Robert Mulligan (Stati Uniti)
  - Il coltello nell'acqua (Nóż w wodzie), regia di Roman Polański (Polonia)
  - David e Lisa (David and Lisa), regia di Frank Perry (Stati Uniti)
  - Divorzio all'italiana, regia di Pietro Germi (Italia)
  - I giorni del vino e delle rose (Days of Wine and Rises), regia di Blake Edwards (Stati Uniti)
  - Hud il selvaggio (Hud), regia di Martin Ritt (Stati Uniti)
  - Io sono un campione (The Sporting Life), regia di Lindsay Anderson (Gran Bretagna)
  - Le quattro giornate di Napoli, regia di Nanni Loy (Italia)
  - Il servo (The Servant), regia di Joseph Losey (Gran Bretagna)
- 1965
  - Il dottor Stranamore - Ovvero: come ho imparato a non preoccuparmi e ad amare la bomba (Dr. Strangelove or: How I Learned to Stop Worrying and Love the Bomb), regia di Stanley Kubrick (Gran Bretagna, Stati Uniti)
  - Becket e il suo re (Becket), regia di Peter Glenville (Gran Bretagna)
  - Frenesia del piacere (The Pumpkin Eater), regia di Jack Clayton (Gran Bretagna)
  - Il treno (The Train), regia di John Frankenheimer (Gran Bretagna)
- 1966
  - My Fair Lady (My Fair Lady), regia di George Cukor (Stati Uniti)
  - Amleto (Gamlet), regia di Grigorij Kozincev (URSS)
  - La collina del disonore (The Hill), regia di Sidney Lumet (Gran Bretagna)
  - Non tutti ce l'hanno (The Knack... and How to Get It), regia di Richard Lester (Gran Bretagna)
  - Zorba il greco (Zorba the Greek), regia di Michael Cacoyannis (Grecia, Stati Uniti)
- 1967
  - Chi ha paura di Virginia Woolf? (Who's Afraid of Virginia Woolf?), regia di Mike Nichols (Stati Uniti)
  - Il dottor Živago (Doctor Zhivago), regia di David Lean (Gran Bretagna, Italia)
  - Morgan matto da legare (Morgan - A Suitable Case for Treatman), regia di Karel Reisz (Gran Bretagna)
  - La spia che venne dal freddo (The Spy Who Came in from the Cold), regia di Martin Ritt (Gran Bretagna)
- 1968
  - Un uomo per tutte le stagioni (A Man For All Seasons), regia di Fred Zinnemann (Gran Bretagna)
  - La calda notte dell'ispettore Tibbs (In the Heat of the Night), regia di Norman Jewison (Stati Uniti)
  - Gangster Story (Bonnie and Clyde), regia di Arthur Penn (Stati Uniti)
  - Un uomo, una donna (Un homme et une femme), regia di Claude Lelouch (Francia)
- 1969
  - Il laureato (The Graduate), regia di Mike Nichols (Stati Uniti)
  - 2001: Odissea nello spazio (2001: A Space Odyssey), regia di Stanley Kubrick (Stati Uniti, Gran Bretagna)
  - Oliver!, regia di Carol Reed (Gran Bretagna)
  - Treni strettamente sorvegliati (Ostře sledované vlaky), regia di Jiří Menzel (Cecoslovacchia)

### Anni 1970
- 1970
  - Un uomo da marciapiede (Midnight Cowboy), regia di John Schlesinger (Stati Uniti)
  - Donne in amore (Women in Love), regia di Ken Russell (Gran Bretagna)
  - Oh, che bella guerra! (Oh! What a Lovely War), regia di Richard Attenborough (Gran Bretagna)
  - Z - L'orgia del potere (Z), regia di Costa-Gavras (Algeria, Francia)
- 1971
  - Butch Cassidy (Butch Cassidy and the Sundance Kid), regia di George Roy Hill (Stati Uniti)
  - La figlia di Ryan (Ryan's Daughter), regia di David Lean (Gran Bretagna)
  - Kes, regia di Ken Loach (Gran Bretagna)
  - M*A*S*H, regia di Robert Altman (Stati Uniti)
- 1972
  - Domenica, maledetta domenica (Sunday Bloody Sunday), regia di John Schlesinger (Stati Uniti)
  - Messaggero d'amore (The Go-Between), regia di Joseph Losey (Gran Bretagna)
  - Morte a Venezia, regia di Luchino Visconti (Italia, Francia)
  - Taking Off, regia di Miloš Forman (Stati Uniti)
- 1973
  - Cabaret (Cabaret), regia di Bob Fosse (Stati Uniti)
  - Arancia meccanica (A Clockwork Orange), regia di Stanley Kubrick (Stati Uniti, Gran Bretagna)
  - Il braccio violento della legge (The French Connection), regia di William Friedkin (Stati Uniti)
  - L'ultimo spettacolo (The Last Picture Show), regia di Peter Bogdanovich (Stati Uniti)
- 1974
  - Effetto notte (La nuit américaine), regia di François Truffaut (Francia, Italia)
  - A Venezia... un dicembre rosso shocking (Don't Look Now), regia di Nicolas Roeg (Gran Bretagna, Italia)
  - Il fascino discreto della borghesia (Le charme discret de la bourgeoisie), regia di Luis Buñuel (Francia, Spagna, Italia)
  - Il giorno dello sciacallo (The Day of the Jackal), regia di Fred Zinnemann (Gran Bretagna, Francia)
- 1975
  - Cognome e nome: Lacombe Lucien (Lacombe Lucien), regia di Louis Malle (Italia, Francia, Germania Ovest)
  - Assassinio sull'Orient Express (Murder on the Orient Express), regia di Sidney Lumet (Gran Bretagna)
  - Chinatown, regia di Roman Polański (Stati Uniti)
  - L'ultima corvé (The Last Detail), regia di Hal Ashby (Stati Uniti)
- 1976
  - Alice non abita più qui (Alice Doesn't Live Here Anymore), regia di Martin Scorsese (Stati Uniti)
  - Barry Lyndon, regia di Stanley Kubrick (Gran Bretagna, Stati Uniti)
  - Quel pomeriggio di un giorno da cani (Dog Day Afternoon), regia di Sidney Lumet (Stati Uniti)
  - Lo squalo (Jaws), regia di Steven Spielberg (Stati Uniti)
- 1977
  - Qualcuno volò sul nido del cuculo (One Flew Over the Cuckoo's Nest), regia di Miloš Forman (Stati Uniti)
  - Piccoli gangsters (Bugsy Malone), regia di Alan Parker (Gran Bretagna)
  - Taxi Driver, regia di Martin Scorsese (Stati Uniti)
  - Tutti gli uomini del presidente (All the President's Men), regia di Alan J. Pakula (Stati Uniti)
- 1978
  - Io e Annie (Annie Hall), regia di Woody Allen (Stati Uniti)
  - Quell'ultimo ponte (A Bridge Too Far), regia di Richard Attenborough (Stati Uniti)
  - Quinto potere (Network), regia di Sidney Lumet (Stati Uniti)
  - Rocky, regia di John G. Avildsen (Stati Uniti)
- 1979
  - Giulia (Julia), regia di Fred Zinnemann (Stati Uniti)
  - Fuga di mezzanotte (Midnight Express), regia di Alan Parker (Gran Bretagna, Stati Uniti)
  - Guerre stellari (Star Wars / Star Wars Episode IV: A New Hope), regia di George Lucas (Stati Uniti)
  - Incontri ravvicinati del terzo tipo (Close Encounters of the Third Kind), regia di Steven Spielberg (Stati Uniti)

### Anni 1980
- 1980
  - Manhattan, regia di Woody Allen (Stati Uniti)
  - Apocalypse Now, regia di Francis Ford Coppola (Stati Uniti)
  - Il cacciatore (The Deer Hunter), regia di Michael Cimino (Stati Uniti, Gran Bretagna)
  - Sindrome cinese (The China Syndrome), regia di James Bridges (Stati Uniti)
- 1981
  - The Elephant Man, regia di David Lynch (Gran Bretagna, Stati Uniti)
  - Kagemusha - L'ombra del guerriero (Kagemusha), regia di Akira Kurosawa (Giappone)
  - Kramer contro Kramer (Kramer vs. Kramer), regia di Robert Benton (Stati Uniti)
  - Oltre il giardino (Being There), regia di Hal Ashby (Gran Bretagna, Stati Uniti, Giappone)
- 1982
  - Momenti di gloria (Chariots of Fire), regia di Hugh Hudson (Gran Bretagna)
  - Atlantic City, USA (Atlantic City), regia di Louis Malle (Canada, Francia)
  - La donna del tenente francese (The French Lieutenant's Woman), regia di Karel Reisz (Gran Bretagna)
  - Gregory's Girl, regia di Bill Forsyth (Gran Bretagna)
  - I predatori dell'arca perduta (Raiders of the Lost Ark), regia di Steven Spielberg (Stati Uniti)
- 1983
  - Gandhi, regia di Richard Attenborough (Gran Bretagna, India)
  - E.T. l'extra-terrestre (E.T. the Extra-Terrestrial), regia di Steven Spielberg (Stati Uniti)
  - Missing - Scomparso (Missing), regia di Costa-Gavras (Stati Uniti)
  - Sul lago dorato (On Golden Pond), regia di Mark Rydell (Stati Uniti)
- 1984
  - Rita, Rita, Rita (Educating Rita), regia di Lewis Gilbert (Gran Bretagna)
  - Calore e polvere (Heat and Dust), regia di James Ivory (Gran Bretagna)
  - Local Hero, regia di Bill Forsyth (Gran Bretagna)
  - Tootsie, regia di Sydney Pollack (Stati Uniti)
- 1985
  - Urla del silenzio (The Killing Fields), regia di Roland Joffé (Gran Bretagna)
  - Paris, Texas, regia di Wim Wenders (Germania, Francia, Gran Bretagna)
  - Pranzo reale (A Private Function), regia di Malcolm Mowbray (Gran Bretagna)
  - Il servo di scena (The Dresser), regia di Peter Yates (Gran Bretagna)
- 1986
  - La rosa purpurea del Cairo (The Purple Rose of Cairo), regia di Woody Allen (Stati Uniti)
  - Amadeus, regia di Miloš Forman (Stati Uniti)
  - Passaggio in India (A Passage to India), regia di David Lean (Stati Uniti, Regno Unito)
  - Ritorno al futuro, regia di Robert Zemeckis (Stati Uniti)
  - Witness - Il testimone (Witness), regia di Peter Weir (Stati Uniti)
- 1987
  - Camera con vista (A Room with a View), regia di James Ivory (Regno Unito)
  - Hannah e le sue sorelle (Hannah and Her Sisters), regia di Woody Allen (Stati Uniti)
  - Mission (The Mission), regia di Roland Joffé (Regno Unito)
  - Mona Lisa, regia di Neil Jordan (Regno Unito)
- 1988
  - Jean de Florette, regia di Claude Berri (Francia, Italia, Svizzera)
  - Anni '40 (Hope and Glory), regia di John Boorman (Regno Unito)
  - Grido di libertà (Cry Freedom), regia di Richard Attenborough (Stati Uniti)
  - Radio Days, regia di Woody Allen (Stati Uniti)
- 1989
  - L'ultimo imperatore (The Last Emperor), regia di Bernardo Bertolucci (Italia, Cina, Regno Unito, Francia)
  - Arrivederci ragazzi (Au revoir les enfants), regia di Louis Malle (Francia)
  - Un pesce di nome Wanda (A Fish Called Wanda), regia di Charles Crichton (Stati Uniti, Regno Unito)
  - Il pranzo di Babette (Babettes gæstebud), regia di Gabriel Axel (Danimarca)

### Anni 1990
- 1990
  - L'attimo fuggente (Dead Poets Society), regia di Peter Weir (Stati Uniti)
  - Harry, ti presento Sally... (When Harry Met Sally...), regia di Rob Reiner (Stati Uniti)
  - Il mio piede sinistro (My Left Foot: The Story of Christy Brown), regia di Jim Sheridan (Irlanda, Regno Unito)
  - Shirley Valentine - La mia seconda vita (Shirley Valentine), regia di Lewis Gilbert (Stati Uniti, Regno Unito)
- 1991
  - Quei bravi ragazzi (GoodFellas), regia di Martin Scorsese (Stati Uniti)
  - A spasso con Daisy (Driving Miss Daisy), regia di Bruce Beresford (Stati Uniti)
  - Crimini e misfatti (Crimes and Misdemeanors), regia di Woody Allen (Stati Uniti)
  - Pretty Woman, regia di Garry Marshall (Stati Uniti)
- 1992
  - The Commitments, regia di Alan Parker (Irlanda, Regno Unito, Stati Uniti)
  - Balla coi lupi (Dances with Wolves), regia di Kevin Costner (Stati Uniti)
  - Il silenzio degli innocenti (The Silence of the Lambs), regia di Jonathan Demme (Stati Uniti)
  - Thelma & Louise, regia di Ridley Scott (Stati Uniti)
- 1993
  - Casa Howard (Howards End), regia di James Ivory (Regno Unito)
  - Ballroom - Gara di ballo (Strictly Ballroom), regia di Baz Luhrmann (Australia)
  - La moglie del soldato (The Crying Game), regia di Neil Jordan (Regno Unito, Giappone)
  - I protagonisti (The Player), regia di Robert Altman (Stati Uniti)
  - Gli spietati (Unforgiven), regia di Clint Eastwood (Stati Uniti)
- 1994
  - Schindler's List - La lista di Schindler (Schindler's List), regia di Steven Spielberg (Stati Uniti)
  - Lezioni di piano (The Piano), regia di Jane Campion (Nuova Zelanda, Australia, Francia)
  - Quel che resta del giorno (The Remains of the Day), regia di James Ivory (Regno Unito)
  - Viaggio in Inghilterra (Shadowlands), regia di Richard Attenborough (Regno Unito)
- 1995
  - Quattro matrimoni e un funerale (Four Weddings and a Funeral), regia di Mike Newell (Regno Unito)
  - Forrest Gump, regia di Robert Zemeckis (Stati Uniti)
  - Pulp Fiction, regia di Quentin Tarantino (Stati Uniti)
  - Quiz Show, regia di Robert Redford (Stati Uniti)
- 1996
  - Ragione e sentimento (Sense and Sensibility), regia di Ang Lee (Stati Uniti, Regno Unito)
  - Babe - Maialino coraggioso (Babe), regia di Chris Noonan (Australia, Stati Uniti)
  - La pazzia di Re Giorgio (The Madness of King George), regia di Nicholas Hytner (Regno Unito)
  - I soliti sospetti (The Usual Suspects), regia di Bryan Singer (Stati Uniti)
- 1997
  - Il paziente inglese (The English Patient), regia di Anthony Minghella (Stati Uniti, Regno Unito)
  - Fargo, regia di Joel ed Ethan Coen (Stati Uniti)
  - Segreti e bugie (Secrets and Lies), regia di Mike Leigh (Regno Unito)
  - Shine, regia di Scott Hicks (Australia)
- 1998
  - Full Monty - Squattrinati organizzati (The Full Monty), regia di Peter Cattaneo (Regno Unito)
  - L.A. Confidential, regia di Curtis Hanson (Stati Uniti)
  - La mia regina (Mrs Brown), regia di John Madden (Regno Unito)
  - Titanic, regia di James Cameron (Stati Uniti)
- 1999
  - Shakespeare in Love, regia di John Madden (Stati Uniti, Regno Unito)
  - Elizabeth, regia di Shekhar Kapur (Regno Unito)
  - Salvate il soldato Ryan (Saving Private Ryan), regia di Steven Spielberg (Stati Uniti)
  - The Truman Show, regia di Peter Weir (Stati Uniti)

### Anni 2000
- 2000
  - American Beauty (American Beauty), regia di Sam Mendes (Stati Uniti)
  - East Is East, regia di Damien O'Donnell (Regno Unito)
  - Fine di una storia (The End of the Affair), regia di Neil Jordan (Regno Unito, Stati Uniti)
  - The Sixth Sense - Il Sesto senso (The Sixth Sense), regia di M. Night Shyamalan (Stati Uniti)
  - Il talento di Mr. Ripley (The talented Mr. Ripley), regia di Anthony Minghella (Stati Uniti)
- 2001
  - Il gladiatore (Gladiator), regia di Ridley Scott (Stati Uniti, Regno Unito)
  - Billy Elliot, regia di Stephen Daldry (Regno Unito)
  - Erin Brockovich - Forte come la verità (Erin Brockovich), regia di Steven Soderbergh (Stati Uniti)
  - Quasi famosi (Almost Famous), regia di Cameron Crowe (Stati Uniti)
  - La tigre e il dragone (Wo hu cang long), regia di Ang Lee (Taiwan, Hong Kong, Stati Uniti, Cina)
- 2002
  - Il Signore degli Anelli - La Compagnia dell'Anello (The Lord of the Rings: The Fellowship of the Ring), regia di Peter Jackson (Nuova Zelanda, Stati Uniti)
  - A Beautiful Mind, regia di Ron Howard (Stati Uniti)
  - Il favoloso mondo di Amélie (Le Fabuleux Destin d'Amélie Poulain), regia di Jean-Pierre Jeunet (Francia, Germania)
  - Moulin Rouge!, regia di Baz Luhrmann (Stati Uniti, Australia)
  - Shrek, regia di Andrew Adamson, Vicky Jenson (Stati Uniti)
- 2003
  - Il pianista (The Pianist), regia di Roman Polański (Francia, Germania, Regno Unito, Polonia)
  - Chicago, regia di Rob Marshall (Stati Uniti, Germania)
  - Gangs of New York, regia di Martin Scorsese (Stati Uniti)
  - The Hours, regia di Stephen Daldry (Regno Unito, Stati Uniti)
  - Il Signore degli Anelli - Le due torri (The Lord of the Rings: The Two Towers), regia di Peter Jackson (Stati Uniti, Nuova Zelanda)
- 2004
  - Il Signore degli Anelli - Il ritorno del re (The Lord of the Rings: The Return of the King), regia di Peter Jackson (Stati Uniti, Nuova Zelanda)
  - Big Fish - Le storie di una vita incredibile (Big Fish), regia di Tim Burton (Stati Uniti)
  - Lost in Translation - L'amore tradotto (Lost in Translation), regia di Sofia Coppola (Stati Uniti, Giappone)
  - Master & Commander - Sfida ai confini del mare (Master and Commander: The Far Side of the World), regia di Peter Weir (Regno Unito, Stati Uniti)
  - Ritorno a Cold Mountain (Cold Mountain), regia di Anthony Minghella (Regno Unito, Stati Uniti)
- 2005
  - The Aviator (The Aviator), regia di Martin Scorsese (Stati Uniti)
  - I diari della motocicletta (Diarios de motocicleta), regia di Walter Salles (Brasile, Stati Uniti, Germania, Regno Unito, Argentina, Cile, Perù, Francia)
  - Neverland - Un sogno per la vita (Neverland), regia di Marc Forster (Regno Unito, Stati Uniti)
  - Il segreto di Vera Drake (Vera Drake), regia di Mike Leigh (Regno Unito, Francia)
  - Se mi lasci ti cancello (Eternal Sunshine of the Spotless Mind), regia di Michel Gondry (Stati Uniti)
- 2006
  - I segreti di Brokeback Mountain (Brokeback Mountain), regia di Ang Lee (Stati Uniti)
  - The Constant Gardener - La cospirazione (The Constant Gardener), regia di Fernando Meirelles (Regno Unito, Germania)
  - Crash - Contatto fisico (Crash), regia di Paul Haggis (Stati Uniti, Germania)
  - Good Night, and Good Luck., regia di George Clooney (Stati Uniti)
  - Truman Capote - A sangue freddo (Capote), regia di Bennett Miller (Stati Uniti, Canada)
- 2007
  - The Queen - La regina (The Queen), regia di Stephen Frears (Regno Unito, Francia, Italia)
  - Babel, regia di Alejandro González Iñárritu (Stati Uniti, Messico, Francia)
  - The Departed - Il bene e il male (The Departed), regia di Martin Scorsese (Stati Uniti)
  - L'ultimo re di Scozia (The Last King of Scotland), regia di Kevin Macdonald (Regno Unito)
  - Little Miss Sunshine, regia di Jonathan Dayton e Valerie Faris (Stati Uniti)
- 2008
  - Espiazione (Atonement), regia di Joe Wright (Regno Unito)
  - American Gangster, regia di Ridley Scott (Stati Uniti)
  - Le vite degli altri (Das Leben der Anderen), regia di Florian Henckel von Donnersmarck (Germania)
  - Non è un paese per vecchi (No Country for Old Men), regia di Joel ed Ethan Coen (Stati Uniti)
  - Il petroliere (There Will Be Blood), regia di Paul Thomas Anderson (Stati Uniti)
- 2009
  - The Millionaire (Slumdog Millionaire), regia di Danny Boyle (Regno Unito)
  - Il curioso caso di Benjamin Button (The Curious Case of Benjamin Button), regia di David Fincher (Stati Uniti)
  - Frost/Nixon - Il duello (Frost/Nixon), regia di Ron Howard (Regno Unito, Stati Uniti)
  - Milk, regia di Gus Van Sant (Stati Uniti)
  - The Reader - A voce alta (The Reader), regia di Stephen Daldry (Regno Unito, Germania)

### Anni 2010
- 2010
  - The Hurt Locker, regia di Kathryn Bigelow (Stati Uniti)
  - Avatar, regia di James Cameron (Regno Unito, Stati Uniti)
  - An Education, regia di Lone Scherfig (Regno Unito)
  - Precious, regia di Lee Daniels (Stati Uniti)
  - Tra le nuvole (Up in the Air), regia di Jason Reitman (Stati Uniti)
- 2011
  - Il discorso del re (The King's Speech), regia di Tom Hooper (Regno Unito)
  - Il cigno nero (Black Swan), regia di Darren Aronofsky (Stati Uniti)
  - Inception, regia di Christopher Nolan (Stati Uniti)
  - The Social Network, regia di David Fincher (Stati Uniti)
  - Il Grinta, regia di Joel ed Ethan Coen (Stati Uniti)
- 2012
  - The Artist, regia di Michel Hazanavicius (Francia)
  - Paradiso amaro (The Descendants), regia di Alexander Payne (Stati Uniti)
  - Drive, regia di Nicolas Winding Refn (Stati Uniti)
  - The Help, regia di Tate Taylor (Stati Uniti)
  - La talpa (Tinker, Tailor, Soldier, Spy), regia di Tomas Alfredson (Regno Unito, Francia, Germania)
- 2013
  - Argo, regia di Ben Affleck (Stati Uniti)
  - Les Misérables, regia di Tom Hooper (Regno Unito)
  - Vita di Pi (Life of Pi), regia di Ang Lee (Stati Uniti, Regno Unito)
  - Lincoln, regia di Steven Spielberg (Stati Uniti)
  - Zero Dark Thirty, regia di Kathryn Bigelow (Stati Uniti)
- 2014
  - 12 anni schiavo (12 Years a Slave), regia di Steve McQueen (Regno Unito, Stati Uniti)
  - American Hustle - L'apparenza inganna (American Hustle), regia di David O. Russell (Stati Uniti)
  - Captain Phillips - Attacco in mare aperto (Captain Phillips), regia di Paul Greengrass (Stati Uniti)
  - Gravity, regia di Alfonso Cuarón (Regno Unito, Stati Uniti)
  - Philomena, regia di Stephen Frears (Regno Unito)
- 2015
  - Boyhood, regia di Richard Linklater (Stati Uniti)
  - Birdman (Birdman or (The Unexpected Virtue of Ignorance)), regia di Alejandro González Iñárritu (Stati Uniti)
  - Grand Budapest Hotel (The Grand Budapest Hotel), regia di Wes Anderson (Stati Uniti, Regno Unito, Germania)
  - The Imitation Game, regia di Morten Tyldum (Regno Unito, Stati Uniti)
  - La teoria del tutto (The Theory of Everything), regia di James Marsh (Regno Unito)
- 2016
  - Revenant - Redivivo (The Revenant), regia di Alejandro González Iñárritu (Stati Uniti)
  - La grande scommessa (The Big Short), regia di Adam McKay (Stati Uniti)
  - Il ponte delle spie (Bridge of Spies), regia di Steven Spielberg (Stati Uniti)
  - Carol, regia di Todd Haynes (Regno Unito, Stati Uniti)
  - Il caso Spotlight (Spotlight), regia di Tom McCarthy (Stati Uniti)
- 2017[1]
  - La La Land, regia di Damien Chazelle (Stati Uniti)
  - Arrival, regia di Denis Villeneuve (Stati Uniti)
  - Io, Daniel Blake, (I, Daniel Blake) regia di Ken Loach (Regno Unito, Francia, Belgio)
  - Manchester by the Sea, regia di Kenneth Lonergan (Stati Uniti)
  - Moonlight, regia di Barry Jenkins (Stati Uniti)
- 2018[2]
  - Tre manifesti a Ebbing, Missouri (Three Billboards Outside Ebbing, Missouri), regia di Martin McDonagh
  - Chiamami col tuo nome (Call Me by Your Name), regia di Luca Guadagnino
  - L'ora più buia (Darkest Hour), regia di Joe Wright
  - Dunkirk, regia di Christopher Nolan
  - La forma dell'acqua - The Shape of Water (The Shape of Water), regia di Guillermo del Toro
- 2019[3]
  - Roma, regia di Alfonso Cuaròn
  - Green Book, regia di Peter Farrelly
  - La favorita (The Favourite), regia di Yorgos Lanthimos
  - BlacKkKlansman, regia di Spike Lee
  - A Star Is Born, regia di Bradley Cooper

### Anni 2020
- 2020[4]
  - 1917, regia di Sam Mendes
  - C'era una volta a... Hollywood (Once Upon a Time... in Hollywood), regia di Quentin Tarantino
  - The Irishman, regia di Martin Scorsese
  - Joker, regia di Todd Phillips
  - Parasite (Gisaengchung), regia di Bong Joon-ho
- 2021[5]
  - Nomadland, regia di Chloé Zhao
  - The Father - Nulla è come sembra (The Father), regia di Florian Zeller
  - The Mauritanian, regia di Kevin Macdonald
  - Una donna promettente (Promising Young Woman), regia di Emerald Fennell
  - Il processo ai Chicago 7 (The Trial of the Chicago 7), regia di Aaron Sorkin
- 2022[6][7]
  - Il potere del cane (The Power of the Dog), regia di Jane Campion
  - Belfast, regia di Kenneth Branagh
  - Don't Look Up, regia di Adam McKay
  - Dune (Dune: Part One), regia di Denis Villeneuve
  - Licorice Pizza, regia di Paul Thomas Anderson
- 2023[8]
  - Niente di nuovo sul fronte occidentale (Im Westen nichts Neues), regia di Edward Berger
  - Gli spiriti dell'isola (The Banshees of Inisherin), regia di Martin McDonagh
  - Elvis, regia di Baz Luhrmann
  - Everything Everywhere All at Once, regia di Daniel Kwan e Daniel Scheinert
  - Tár, regia di Todd Field
- 2024[9]
  - Oppenheimer, regia di Christopher Nolan
  - Anatomia di una caduta (Anatomie d'une chute), regia di Justine Triet
  - The Holdovers - Lezioni di vita (The Holdovers), regia di Alexander Payne
  - Killers of the Flower Moon, regia di Martin Scorsese
  - Povere creature! (Poor Things), regia di Yorgos Lanthimos
- 2025
  - Conclave, regia di Edward Berger
  - A Complete Unknown, regia di James Mangold
  - Anora, regia di Sean Baker
  - Emilia Pérez, regia di Jacques Audiard
  - The Brutalist, regia di Brady Corbet